# Egenhausen
Egenhausen è un comune tedesco di 1 983 abitanti, situato nel land del Baden-Württemberg.